# Luciano Pizarro
Luciano Gastón Pizarro (Godoy Cruz, 14 luglio 1997) è un calciatore argentino, centrocampista del San Martín (M).

## Biografia
Nel 2019 è stato coinvolto in un incidente d'auto nel quale è deceduta una ragazza. A causa del tasso alcolemico superiore alla norma (0.9 gradi contro gli 0.5 consentiti) è stato imputato per omicidio colposo aggravato.

## Caratteristiche tecniche
È un mediano.

## Carriera
Cresciuto nelle giovanili del Godoy Cruz, ha esordito in prima squadra l'8 aprile 2017 in occasione del match perso 1-0 contro il Colón (SF).

## Statistiche

### Presenze e reti nei club
Statistiche aggiornate al 13 marzo 2018.
| Stagione        | Squadra         | Campionato      | Campionato | Campionato | Coppe nazionali | Coppe nazionali | Coppe nazionali | Coppe continentali | Coppe continentali | Coppe continentali | Altre coppe | Altre coppe | Altre coppe | Totale | Totale | Totale |
| Stagione        | Squadra         | Comp            | Pres       | Reti       | Comp            | Pres            | Reti            | Comp               | Pres               | Reti               | Comp        | Pres        | Reti        | Pres   | Reti   |        |
| --------------- | --------------- | --------------- | ---------- | ---------- | --------------- | --------------- | --------------- | ------------------ | ------------------ | ------------------ | ----------- | ----------- | ----------- | ------ | ------ | ------ |
| 2016-2017       | Godoy Cruz      | PD              | 5          | 0          | CA              | 1               | 1               | CL                 | 1                  | 0                  |             | -           | -           | 7      | 1      |        |
| 2017-2018       | Godoy Cruz      | PD              | 1          | 0          | CA              | 0               | 0               | CS                 | 0                  | 0                  |             | -           | -           | 1      | 0      |        |
| 2018-2019       | Godoy Cruz      | PD              | 1          | 0          | CA              | 0               | 0               |                    | -                  | -                  |             | -           | -           | 1      | 0      |        |
| Totale carriera | Totale carriera | Totale carriera | 7          | 0          |                 | 1               | 1               |                    | 1                  | 0                  |             | -           | -           | 9      | 1      |        |